# Jacob Godebrye
Jacotin o Jacob Godebrye, (... – Anversa, 24 marzo 1529) è stato un cantore e compositore fiammingo.

## Biografia
Di lui si conosce molto poco se non che nacque nelle Fiandre fra il 1440 ed il 1450, e che fu vicario del coro alla Cattedrale di Anversa, e quindi cappellano dopo aver preso gli ordini religiosi. Dal 1479 al 1528 fu cantore alla Cattedrale di Anversa dedicata a Notre Dame. Egli fu un contrappuntista ed i suoi mottetti, chanson e messe vennero pubblicati in diverse collezioni. Morì ad Anversa nel 1529.